# مات هيويت
مات هيويت (بالإنجليزية: Matt Hewitt)‏ هو متركمج نيوزيلندي، ولد في 7 يوليو 1991 في ديربان في جنوب أفريقيا.